# Ordo Franciscanus Saecularis

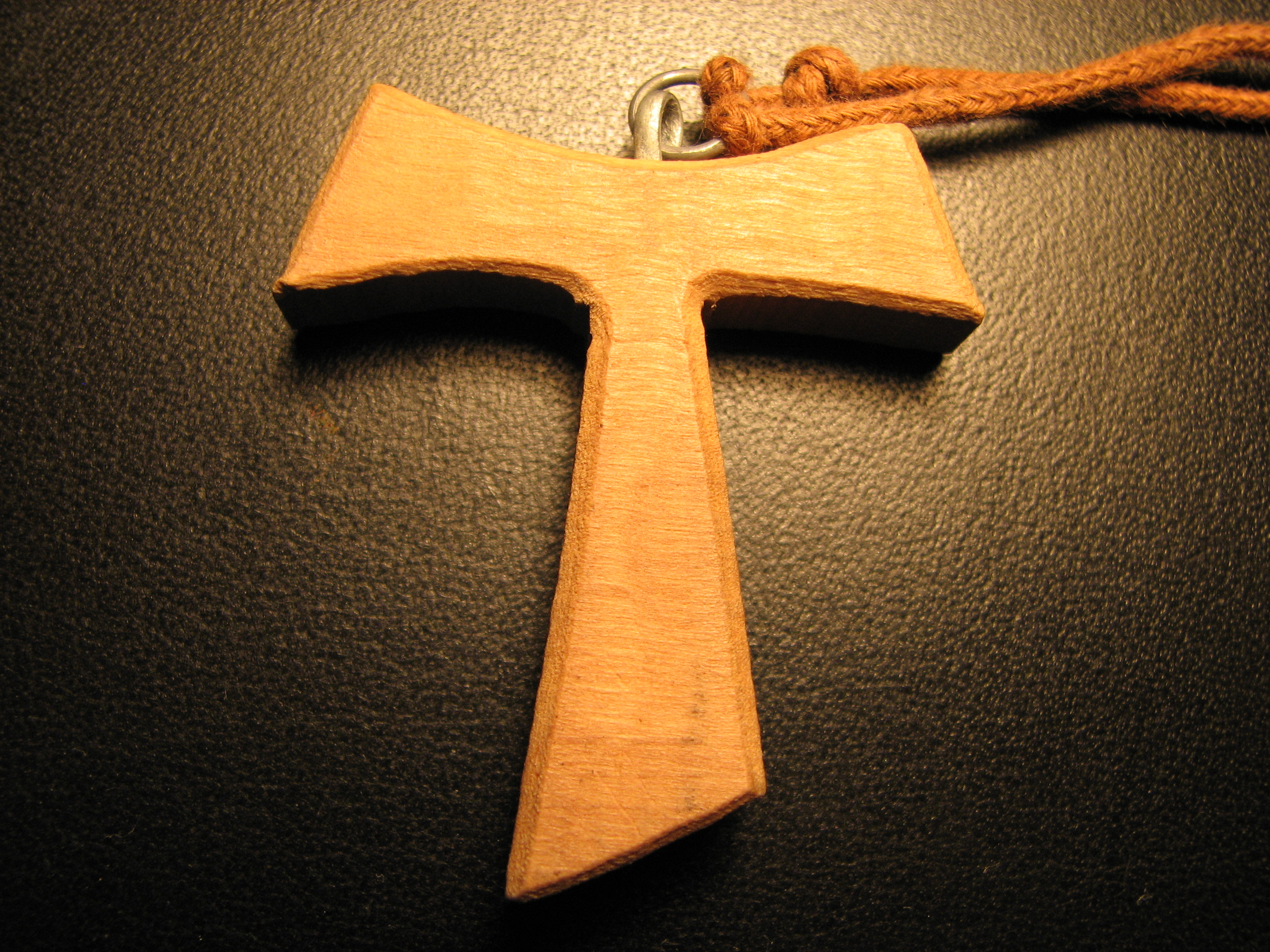
Das franziskanische Taukreuz

Der Ordo Franciscanus Saecularis (Ordenskürzel OFS, deutsch Franziskanischer Säkularorden) zählt zum sogenannten Dritten Orden des heiligen Franz von Assisi und damit zur franziskanischen Ordensfamilie. Dem römisch-katholischen Laienorden gehören Frauen und Männer an, die sich der franziskanischen Idee und Tradition verbunden fühlen und in diesem Geist „in der Welt“ (d. h. nicht im Kloster) leben wollen.
Der Orden nannte sich im deutschen Sprachraum von den 1970er-Jahren bis 2012 Franziskanische Gemeinschaft. Der Name „Ordo Franciscanus Saecularis“ ist international bereits länger gebräuchlich und wurde 2012 von den zuständigen Ordenskapiteln nach kontroversen Diskussionen auch in Deutschland, Österreich und der Schweiz angenommen.

## Geschichte

### Entstehung und Regel von 1289
Der OFS gehört zu den ältesten heute noch existierenden geistlichen Laienbewegungen der katholischen Kirche. Seine Anfänge reichen bis ins 13. Jahrhundert zurück. Er ist jedoch nicht von Franziskus selbst gegründet worden, auch wenn dies lange so dargestellt wurde; Franziskus gilt als Initiator der „Bußbruderschaft“ für Laien. Als Gläubige, die nicht in einer ehelosen klösterlichen Gemeinschaft leben wollten, aber doch ihr Leben nach dem Evangelium ausrichten wollten, Franziskus um Anregung für ihr Leben baten, gab er ihnen mit seinem „Brief an die Gläubigen“ 1221 einen Impuls für ein intensives christliches Leben in Familie und Arbeitswelt. Die offizielle Anerkennung der Gemeinschaft erfolgte erst 1289, lange nach dem Tod des Franziskus, durch Papst Nikolaus IV.

### Regel Leos XIII. von 1883
Eine Aktualisierung der Ordensregel approbierte 1883 Papst Leo XIII., der seit 1872 selber dem Dritten Orden angehörte, in seiner Apostolischen Konstitution Misericors Dei Filius; sie brachte eine Abmilderung der Fastenvorschriften und der Gebetsverpflichtungen. Die Gemeinschaft war zu der Zeit sehr beliebt, und der Papst erhoffte sich von ihrer Förderung eine Wiederverchristlichung der Menschen und einen Beitrag zur Lösung der Sozialen Frage. Zur Förderung des Dritten Ordens trug auch der Umstand bei, dass Leo XIII. und seine Nachfolger der Gemeinschaft zahlreiche Ablassprivilegien gewährten.
An Verpflichtungen für die Mitglieder bestanden um die Wende zum 20. Jahrhundert – am Beispiel der Drittordensgruppen im Bereich der Sächsischen Franziskanerprovinz:
- Die Tertiaren sollten einfach und bescheiden auftreten und auf den Besuch weltlicher Theatervorführungen verzichten.
- Sie sollten möglichst regelmäßig einen kleinen finanziellen Beitrag für wohltätige Zwecke leisten und rechtzeitig ein Testament verfassen.
- Täglich beteten sie je zwölfmal das Vaterunser, das Ave Maria und das Ehre sei dem Vater, hielten Gewissenserforschung und besuchten möglichst die heilige Messe.
- Sie nahmen an der monatlichen Versammlung der örtlichen Tertiarengemeinde teil.
- Sie trugen ein kleines Skapulier und einen Gürtel unter der Oberbekleidung.

Die örtlichen Gruppen wählten für jeweils drei Jahre einen dreiköpfigen Vorstand, der aus Frauen und Männern bestehen konnte. Die Gruppen wurden geleitet von einem Franziskaner als „Regelpater“ oder „Drittordensdirektor“, der vom Provinzial der Ordensprovinz bestimmt und eingesetzt wurde.

### Heutige Regel von 1978
Die heute gültige Fassung der Regel wurde 1978 von Papst Paul VI. bestätigt und der Orden offiziell in „Ordo Franciscanus Saecularis“ (OFS) umbenannt. In dieser Zeit wurde im deutschsprachigen Raum der Name „Franziskanische Gemeinschaft“ für den Dritten Orden üblich, der bis 2012 öffentlich verwendet wurde. Der neuen Regel zufolge sollten sich die Mitglieder der Gemeinschaft weniger an konkreten Verhaltens- oder Gebetsverpflichtungen orientieren (wie es die Regel Leos XIII. von 1883 vorsahen), sondern mehr an jenen Anregungen, die Franziskus selbst seinen Anhängern gegeben hatte, um „im Vertrauen auf den Vater unter Führung des Heiligen Geistes den Fußspuren Jesu Christi nachzufolgen durch ein Leben nach dem Evangelium: als Antwort auf die Liebe Gottes, als Geschwister aller Geschöpfe, anspruchslos und dienstbereit, dankbar und froh, dem Frieden verpflichtet in jeder Beziehung, missionarisch durch das einfache Leben mit anderen, den Armen und Schwachen besonders verbunden, mitverantwortlich für den Aufbau der Kirche durch ständige Erneuerung, kontemplativ im Alltag, in den Geschöpfen und in den Ereignissen Gottes Geschichte mit den Menschen erblickend.“
Kirchenrechtlich ist der Laienorden heute als Vereinigung von Gläubigen im Sinne des Codex Iuris Canonici von 1983 verfasst, allerdings mit Besonderheiten wie dem Erfordernis, dass Entscheidungen, die seine rechtliche Verfassung und Leitung betreffen, durch das eigentlich für Institute des geweihten Lebens (was der OFS nicht ist) zuständige Ordensdikasterium approbiert werden müssen, während alle das Apostolat betreffenden Angelegenheiten in die Zuständigkeit des Dikasteriums für Laien fallen.

## Aufnahme und Ziele
Die Drittordensmitglieder bleiben im Allgemeinen in ihrem Beruf und ihrem Lebensumfeld, gegebenenfalls also auch in ihrer Ehe und ihrer Familie. Ähnlich wie im Ersten und Zweiten Orden geht der Aufnahme eine Zeit des Kennenlernens voraus. Es folgt eine in der Regel wenigstens einjährige Zeit der Unterweisung, nach der sich die Mitglieder durch ein zeitliches oder lebenslanges Versprechen an die Gemeinschaft binden. Ein Gelübde auf die Evangelische Räte (Armut, Ehelosigkeit und Gehorsam) legen die Mitglieder nicht ab. In den kanonisch errichteten örtlichen Gemeinden treffen sich die Mitglieder des OFS allmonatlich zu wenigstens einer Versammlung mit Gebet und Schriftlesung.

## Mitglieder des Ordens
Heute gehören weltweit mehrere hunderttausend römisch-katholische Christen beiderlei Geschlechts, aller Altersstufen und Berufe sowie in den verschiedensten Lebensverhältnissen dem OFS an. Auch Kleriker der katholischen Kirche (Diakone, Priester, Bischöfe) können sich in den OFS aufnehmen lassen. Anders als franziskanische Ordensleute (darunter auch Mitglieder von Gemeinschaften des Regulierten Dritten Ordens, siehe unten) tragen die Angehörigen des OFS normalerweise keine Ordenstracht. Zu besonderen Anlässen im Gottesdienst, bei Prozessionen oder Feierlichkeiten war es früher allerdings durchaus üblich, dass Laienfranziskaner eine braune oder graue Kutte mit weißem Strick anlegten, die der Tracht franziskanischer Ordensgemeinschaften glich. Als äußeres Erkennungszeichen tragen sie heute im Alltag oft ein franziskanisches Tau-Kreuz. Der Wahlspruch lautet wie bei allen Franziskanern: „Pax et bonum“ = „Friede und Wohl“.

### Bedeutende Mitglieder
| - Luchesius von Poggibonsi - Thomas Morus - Paul Josef Nardini - Christoph Columbus - Giotto di Bondone - Michelangelo - Miguel de Cervantes - Jean-Marie Vianney, der Pfarrer von Ars - Ludwig IX., der Heilige - Angela von Foligno - Katharina von Aragon - Elisabeth von Portugal - Elisabeth von Thüringen - Ramon Llull - Béla IV von Ungarn | - Ferdinand III. von Kastilien - Papst Leo XIII. - Franz Liszt - Robert Schuman - Papst Johannes XXIII. - Anna Schäffer - Franz Jägerstätter - Bert Gerresheim - Marguerite Bays - Ceferino Giménez Malla - Aniela Salawa - Giacomo Gaglione - Anne Delaney - Augustina Schumacher |

## Regulierter Dritter Orden

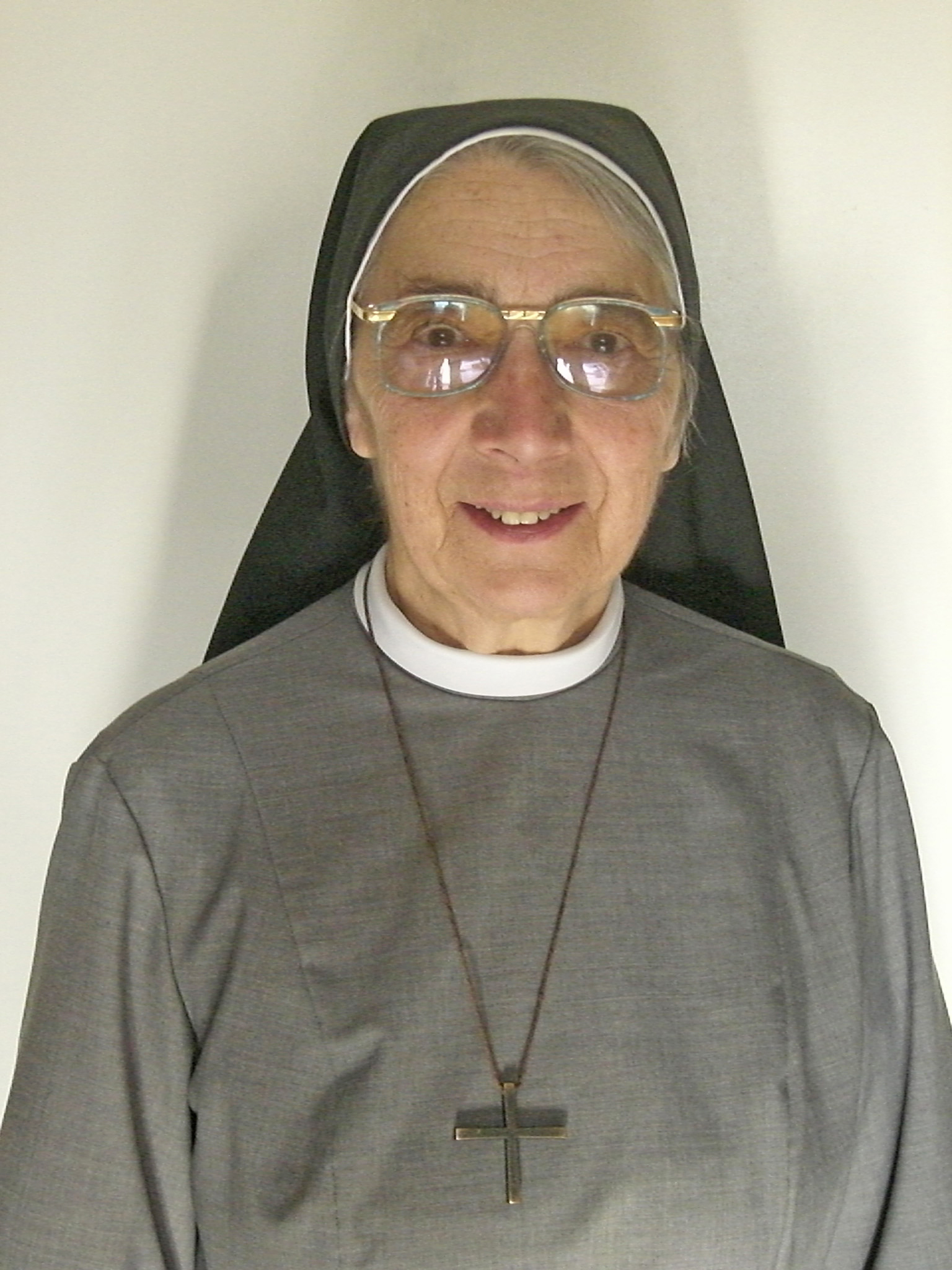
Liliane Juchli, Ordensschwester einer zum Regulierten Dritten Orden gehörenden franziskanischen Gemeinschaft (SCSC) in Ordenstracht

Aus dem franziskanischen Dritten Orden haben sich eine Vielzahl neuer Ordensgemeinschaften entwickelt, besonders im Laufe des 19. Jahrhunderts. Sie entstanden, indem sich sozial-karitativ tätige Gemeinschaften, die häufig bereits als Laien der Drittordensregel folgten und damit zum Dritten Orden gehörten, von den Idealen des regulierten Ordenslebens mit Ordensgelübden angezogen fühlten und eine franziskanische Religiosengemeinschaft gründeten.
Obwohl derartige Gemeinschaften sowohl für männliche als auch für weibliche Mitglieder entstanden, brachten sie vor allem für Frauen eine neue gesellschaftliche Rolle innerhalb der Kirche mit sich, da sich die traditionellen weiblichen Ordensgemeinschaften zur damaligen Zeit oft noch der tätigen karitativen Arbeit außerhalb der Klöster verschlossen. Dadurch entwickelte sich besonders im 19. Jahrhundert ein neuer Typ von Ordensfrau: Hatten Nonnen bisher eher im Raum ihrer abgeschlossenen Klöster ein vorrangig beschauliches Leben verbracht, so streben die Angehörigen der neuen weiblichen Kongregationen nunmehr hinaus in die Welt, um mit sozialem Engagement Elend und Nöte der Menschen zu lindern.
Die franziskanischen Gemeinschaften dieses Typs erhielten mit der Ordensregel des Regulierten Dritten Ordens erstmals unter Papst Leo X. mit der Bulle Inter cetera vom 20. Januar 1521 ein eigenes Regelwerk, das von Pius XI. (Apostolische Konstitution Rerum conditio vom 4. Oktober 1927) und zuletzt von Johannes Paul II. (Regel und Leben der Brüder und Schwestern vom Regulierten Dritten Orden des Heiligen Franziskus, 8. Dezember 1982) angepasst wurde und neben den jeweils eigenen Konstitutionen oder Satzungen der einzelnen Gemeinschaften zum Eigenrecht aller Institute gehört, die dem Regulierten Dritten Orden angehören.
Zu den Gemeinschaften des Regulierten Dritten Ordens zählen etwa Regulierte Franziskaner-Terziaren, Amigonianer, Elisabethinnen, Missionsbrüder des heiligen Franziskus, Franziskanerbrüder vom Heiligen Kreuz, Barmherzige Schwestern vom heiligen Kreuz sowie diverse weitere Franziskanerinnen, Kapuzinerinnen, Barmherzige Schwestern und Liebfrauenschwestern.